# Tulipa regelii
Tulipa regelii är en liljeväxtart som beskrevs av Andrej Nikovaevich Krasnov. Tulipa regelii ingår i släktet tulpaner, och familjen liljeväxter. Inga underarter finns listade.